# Kalifat
Kalifat (no Brasil, Califado) é uma série de TV de drama sueca, que estreou em 12 de janeiro de 2020 na Sveriges Television. 
Tornou-se a série mais vista de todos os tempos no streaming sueco SVT Play. 

A série tem a forma de thriller e aborda o tema do fanatismo religioso. A história é baseada em Fátima, uma agente do Serviço de Segurança Sueco, que recebe uma dica de que um ataque terrorista islâmico está sendo planejado na Suécia. 

Os oito primeiros episódios foram dirigidos por Goran Kapetanović, a partir do roteiro escrito por Wilhelm Behrman e Niklas Rockström. 

Kalifat foi disponibilizada globalmente na Netflix em 18 de março de 2020.